# Замфирово
Замфѝрово е село в Северозападна България. То се намира в Община Берковица, област Монтана.

## История
Старото име на селото е Гушанци. Комунистическият режим променя името му на Замфирово в чест на Замфир Попов, комунистическия деятел и участник в Септемврийското въстание.
Черквата в селото е посветена на Възнесение Господне. Построена е през 1866 година. 140 години по-късно храмът е обновен със средства от Европейския съюз. Църковната служба по обновлението на храна след ремонта е извършена от Видински митрополит Дометиан през юни 2006 година.

## Обществени институции
Читалище „Развитие“ е основано на 3 март 1928 година. От 1978 година се помещава в нова сграда със застроена площ 884 m², зрителен салон с 500 места, който има и балкон, оборудвана сцена с отвор 11 метра, голям репетиционен салон, гримьорни, складови помещения, работилница, библиотека, Младежки клуб – дискотека, радиовъзел. Библиотечен фонд: 11 226 тома. Председател на УС: Тодор Петков.
- Духов оркестър с 8 участници, с р-л Атанас Димитров, национални изяви.
- Фолклорен танцов състав с 18 участници, с р-л Севда Тодорова, национални изяви.

група с 12 участници, Милка Димитрова Генкова, национални изяви.
- Ансамбъл за изворен фолклор „Гушанци“ с 40 участници, Севда Тодорова. Консултант – Митко Иванов.
- цигански фолклорен танцов състав с 14 участници. Р-л Севда Тодорова – концертни изяви – на местно, общинско и областно ниво.
- Детски театрален колектив -10 участници – р-л Милка Димитрова Генкова – представления на местно ниво.
- Посрещат и професионални изпълнители.
- Към читалищято се организира и курс по английски език.

## Редовни събития
Честват се празници като 11 май патронен празник на местното училище. Всяка година се прави събор на селото, който по принцип е в неделята преди 24 май.
Всяка година през юни се провежда традиционен фолклорен фестивал - Гушански събор.